# Begíjar
Begíjar é um município da Espanha na província de Jaén, comunidade autónoma da Andaluzia, de área 43 km² com população de 3101 habitantes (2006) e densidade populacional de 72,12 hab./km².

## Demografia
| Variação demográfica do município entre 1991 e 2004 | Variação demográfica do município entre 1991 e 2004 | Variação demográfica do município entre 1991 e 2004 | Variação demográfica do município entre 1991 e 2004 |
| --------------------------------------------------- | --------------------------------------------------- | --------------------------------------------------- | --------------------------------------------------- |
| 1991                                                | 1996                                                | 2001                                                | 2004                                                |
| 3091                                                | 3111                                                | 3143                                                | 3109                                                |